# Randy Meisner
Randall Herman "Randy" Meisner (Scottsbluff (Nebraska), 8 maart 1946 – Los Angeles, 26 juli 2023) was vooral bekend als zanger en basgitarist van de Amerikaanse rockband Eagles, waarvan hij van 1971 tot 1977 deel uitmaakte.

## Biografie

### Voor Eagles
Toen hij tien jaar was, zag hij Elvis Presley in The Ed Sullivan Show en schafte hij zelf een gitaar aan. In 1961 vormde hij de band The Driving Dynamics. In 1964 sloot hij zich aan bij the Soul Survivors en trok met die band naar Los Angeles. Helaas verdienden de  muzikanten niet voldoende om van rond te komen en de overige bandleden namen ander werk aan. Randy Meisner bleef als enige oorspronkelijke bandlid over en hij vormde een nieuwe band, met de toepasselijke naam The Poor.
Vier jaar later sloot hij zich aan bij de succesvolle band Buffalo Springfield, De bandleden Richie Furay en Jim Messina verlieten de groep en formeerden Poco. Randy Meisner ging met hen mee en in november 1968 hadden ze hun eerste optreden in de nachtclub The Troubadour in Los Angeles. Toen Poco haar eerste album “Pickin’up the pieces” opnam, besefte Meisner al snel dat de beide oprichters Furay en Messina nauwelijks aandacht aan hem besteedden en hem beschouwden als een sessiemuzikant. Er werd ook niet van hem verwacht dat hij songs aandroeg voor de band. Toen hij daarover klaagde, werd hij ontslagen (nog voordat het eerste album werd uitgebracht) en vervangen door Timothy B. Schmit, die hem jaren later ook zou opvolgen bij Eagles. 
Na zijn vertrek bij Poco werd Randy Meisner gevraagd of hij deel wilde uitmaken van de begeleidingsband van Ricky Nelson, the Stone Canyon Band. In mei 1969 gaf deze band haar eerste succesvolle optreden in The Troubadour.  Enkele jaren later stopte Randy met deze band, om meer aandacht te besteden aan zijn gezin. Hij werd echter gevraagd om mee te doen in een nieuwe begeleidingsband van Linda Ronstadt, samen met Don Henley, Glenn Frey en Bernie Leadon. Hieruit ontstond de nieuwe band Eagles, die in juli 1971 haar eerste concert gaf. 

### Met Eagles
De Eagles tekenden een platencontract bij Asylum Records, het label van David Geffen. De band vertrok naar Londen om een album op te nemen met de bekende producer Glyn Johns. Meisner had verwacht dat hij gelijkwaardig zou worden behandeld aan de overige bandleden (wat betreft de beloning en het aantal geschreven liedjes), maar Don Henley en Glenn Frey speelden een steeds belangrijker rol ten koste van Randy Meisner en Bernie Leadon. 
Op het eerste album staan twee tracks die geschreven zijn door Randy Meisner (Take the devil en Tryin’). Die werden beide ook door hem gezongen, evenals Most of us are sad (geschreven door Glenn Frey).  Op het tweede album “Desperado” zingt hij Certain kind of fool, dat is geschreven door Henley, Frey en Meisner. Op het derde album " On the border” zingt Randy Meisner het nummer Is it true? dat ook  door hem is geschreven. Op het vierde album “One of These Nights” zingt hij Too many hands (geschreven door Meisner en Don Felder) en Take it to the limit (geschreven samen met Henley en Frey). Het vijfde album “ Hotel California”  zingt hij het door hem geschreven nummer Try and love again. Dat  is het laatste album van de Eagles waarop hij te beluisteren is. 
Take it to the limit werd een groot succes en leverde de band haar eerste gouden plaat op, maar Randy Meisner had moeite met de hoge tonen van het liedje en weigerde tijdens een optreden in Knoxville, Tennessee om dit nummer te zingen. Dat leidde tot een vechtpartij met Glenn Frey, waarna Randy de band verliet. Randy Meisner worstelde ook met alcohol- en drugsproblemen, wat leidde tot echtscheiding van zijn vrouw, met wie hij drie kinderen heeft.

### Na Eagles
Randy Meisner bracht zijn eerste titelloze solo-album uit in 1978 gevolgd door One more song (1980). Hij nam een duet op met Kim Carnes, Deep inside my heart en behaalde #22 op de Billboard top 100. Met Hearts on fire bereikte hij zelfs #14. Daarna volgde nog een titelloos album in 1982, dat het einde was van zijn solo-carrière. In 1989 werd hij sessiemuzikant en vormde enkele keren een nieuwe band, zoals the Meisner-Roberts Band met Ricky Roberts (ex- Firefall) en de band Black Tie (met Charlie Rich, (bekend van de hit Most beautiful girl in the world), Billy Swan (bekend van I Can Help) en Jimmy Griffin (eerder bij Bread). 
In 1994 namen de Eagles voor het eerst sinds 1980 weer een nieuw album op, maar Randy Meisner was daarbij niet van de partij. In 1998 was hij wel aanwezig bij de inauguratie van de band in de Rock and Roll Hall of Fame. 
Randy speelde later bij the World Classic Rockers, met een aantal prominente muzikanten zoals Donovan (zanger), Fergie Frederiksen (ex-Toto), Denny Laine (ex-Moody Blues en Paul McCartney’s Wings), Spencer Davis (ex-Spencer Davis Group), Alex Ligertwood (ex-Santana) en Mark Lindsay (Paul Revere & the Raiders). Meisner maakte tot 1996 vast onderdeel uit van de band, maar later speelde hij slechts incidenteel  mee, wegens gezondheidsproblemen. Sinds een aantal jaren leidt hij een teruggetrokken bestaan in de heuvels van Californië. In 2016 is zijn tweede vrouw, Lana Rae Meisner, doodgeschoten in hun huis in Los Angeles als gevolg van een ongeluk met een vuurwapen.
Meisner stierf op 26 juli 2023 in Los Angeles op 77-jarige leeftijd aan de gevolgen van COPD.

## Discografie

### Albums

#### Met Poco
- “Pickin’up the pieces” (1969)

#### Met Eagles
- “Eagles” (1972)
- “Desperado” (1973)
- “On the border” (1974)
- “One of these nights” (1975)
- “Hotel California” (1976)

#### Randy Meisner
- “Randy Meisner” (1978)
- “One more song” (1980)
- “Live february 27th” (2001)
- “Randy Meisner” (1982)
- “Dallas (1983)”
- “Live february 27th” (2001)
- “Love me or leave me alone” (2003)

#### Met Black tie
- “The night falls” (1991)

#### Met Meisner, Swan  & Rich
- “Meisner, Swan & Rich” (2001)
- “The Eagle, the Dove and the Gold” (2006)

#### Met The Driving Dynamics
- “Teenage Randy Meisner - Do not pass”  (2003)
- “Featuring Randy Meisner  - 1001 nights” (2004)

### Singles
- “I really want you here tonight” (1978)
- “Gotta get away” (1980)
- “Deep inside my heart” (1980)
- “Hearts on fire”/ “Anyway bye bye “(1980)
- “Stranglers” (1982)
- “Never been in love”/ ”Nothing is said (till the artist is dead)” (1982)

- Bibsys: 1087235
- Bibliothèque nationale de France: cb14000586n (data)
- Gemeinsame Normdatei: 134678001
- International Standard Name Identifier: 0000 0001 1470 1682
- Library of Congress Control Number: n93108022
- MusicBrainz: 1798d7ba-fc22-4cca-bbda-7542ab5a3c67
- Nationale Bibliotheek van Tsjechië: xx0084029
- Nationale Bibliotheek van Israël: 987007333581105171
- Nederlandse Thesaurus van Auteursnamen: 099847051
- SNAC: w6xn3thj
- Système universitaire de documentation: 160743419
- Virtual International Authority File: 315551401
- WorldCat: E39PBJjmRbV96yhDQdW3hH4wmd